# (33524) 1999 GM48
1999 GM48 (asteroide 33524) é um asteroide da cintura principal. Possui uma excentricidade de 0.07962970 e uma inclinação de 2.62555º.
Este asteroide foi descoberto no dia 7 de abril de 1999 por LONEOS em Anderson Mesa.